# Namana
La Namana è un fiume della Siberia orientale, affluente di sinistra della Lena. Scorre nell'Olëkminskij ulus della Sacha-Jacuzia.
Il fiume ha origine alla confluenza dei fiumi Orgiij e Usttach ad un'altitudine di 252 m sul livello del mare. Scorre interamente nella regione delle alture della Lena, scorrendo con direzione mediamente meridionale in un bacino molto ricco di specchi d'acqua; i maggiori affluenti ricevuti sono il Sarsan (84 km) e lo Julegir (90 km) da destra, il Kejikte (276 km) da sinistra. Confluisce nella Lena a 2 044 km dalla foce, presso il villaggio di Balagannach. Ha una portata di 31,87 m³/s a 35 km dalla foce.
È gelato dalla seconda metà di ottobre alla seconda metà di maggio; nel suo corso non incontra centri urbani di rilievo.